# Бобан Бабунський
Бобан Бабунський (мак. Бобан Бабунски, нар. 5 травня 1968, Скоп'є) — югославський та македонський футболіст, захисник. По завершенні ігрової кар'єри — футбольний тренер.

## Клубна кар'єра
У дорослому футболі дебютував 1986 року виступами за «Вардар», в якому провів сім сезонів, взявши участь у 141 матчі чемпіонату.
Після розпаду Югославії, у 1992 році, перейшов у софійське ЦСКА. Відіграв за армійців наступні два сезони своєї ігрової кар'єри.
Протягом 1994–1996 років захищав кольори іспанської «Льєйди», що виступала в Сегунді.
1996 року уклав контракт з клубом «Гамба Осака», у складі якого провів наступні два роки своєї кар'єри гравця, після чого перейшов у грецький АЕК, де теж надовго не затримався.
Протягом сезону 1999-00 років захищав кольори іспанського «Логроньєса» в Сегунді, але не зміг врятувати команду від вильоту і перейшов у німецький «Хемніцер», де провів лише півроку.
Завершив професійну ігрову кар'єру у «Работнічках», за які виступав протягом першої половини 2001 року, після чого завершив кар'єру.

## Виступи за збірні
Виступав за молодіжну збірну Югославії, у складі якої був учасником молодіжного чемпіонату Європи 1990 року, на якому разом із збірною здобув срібні нагороди.
4 вересня 1991 року дебютував в офіційних матчах у складі національної збірної Югославії в товариській грі проти збірної Швеції, яка завершилась поразкою балканців з рахунком 3-4.
Після розпаду Югославії став виступати за новостворену збірну Македонії, в складі якої дебютував 13 жовтня 1993 року в історичному першому для збірної матчі, в якому вона обіграла під керівництвом Андона Дончевського збірну Словенії з рахунком 4-1. За «червоних левів» грав до 2000 року. Протягом кар'єри у національній команді провів у формі головної команди країни 23 матчі, забивши 1 гол.

## Кар'єра тренера
Розпочав тренерську кар'єру, повернувшись до футболу після невеликої перерви, 2005 року, увійшовши до тренерського штабу Николи Ілиєвського у збірній Македонії, після відставки якого з 23 серпня 2005 по 17 лютого 2006 року сам був тренером збірної, поки на цю посаду не призначили Сречко Катанця.
2008 року став головним тренером «Работнічків», і в тому ж сезоні допоміг команді виграти кубок Македонії, після чого очолив молодіжну збірну Македонії. Протягом 2011—2012 років паралельно входив до тренерського штабу національної збірної Македонії.
Наразі останнім місцем тренерської роботи Бабунського був клуб «Вардар», команду якого він тренував протягом частини 2018 року.

## Особисте життя
У Бобана є два сина-футболіста. Старший, Давид, гравець національної збірної, а молодший, Доріан, грав за молодіжку.